# Bethlehem
Bethlehem (tiếng Ả Rập: بيت لحم, Bayt Laḥmⓘ, nghĩa đen: "Nhà thịt cừu non"; tiếng Hy Lạp: Βηθλεέμ Bethleém; tiếng Hebrew: בית לחם, Beit Lehem, nghĩa đen: "Nhà bánh mì"; tiếng Việt còn gọi là Bêlem từ tiếng Bồ Đào Nha: Belém) là một thành phố của Palestine ở miền trung Bờ Tây, phía nam thành phố Jerusalem khoảng 10 km. Bethlehem có khoảng 30.000 cư dân và là thủ phủ của Nha thủ hiến Bethlehem (Bethlehem Governorate) thuộc Chính quyền quốc gia Palestine (Palestinian National Authority), đồng thời cũng là một trung tâm văn hóa và du lịch của Palestine.

## Địa lý

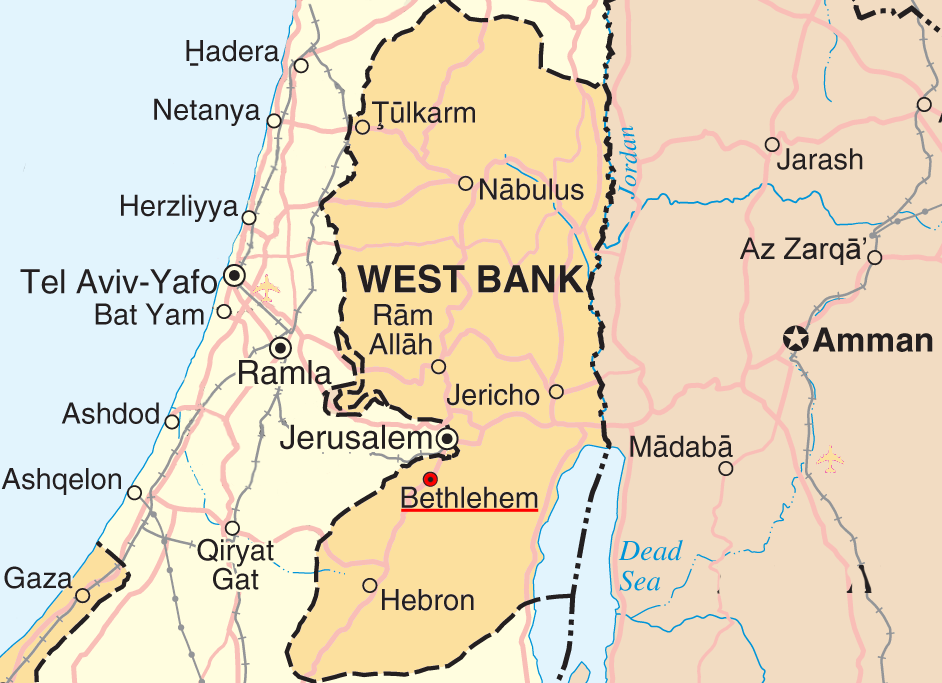
Bản đồ chỉ vị trí thành phố Bethlehem

Bethlehem nằm trên độ cao 775 mét (2.542,7 ft) trên mực nước biển, 30 mét (98,4 ft) cao hơn thành phố lân cận Jerusalem. Bethlehem nằm ở phần phía nam của dãy núi Judea, cách 73 ki-lô-mét (45 mi) phía đông bắc dải Gaza và Địa Trung Hải, 75 ki-lô-mét (47 mi) phía tây của thành phố Amman, Jordan, 59 ki-lô-mét (37 mi) đông bắc của thành phố Tel Aviv, Israel và 10 ki-lô-mét (6 mi) phía nam Jerusalem. Các thành phố gần đó là Beit Safafa và Jerusalem ở phía bắc, Beit Jala phía tây bắc, Husan phía tây, al-Khadr và Artas ở phía tây nam cùng Beit Sahour ở phía đông. Beit Jala và Beit Sahour làm thành vùng đô thị Bethlehem. Hai trại di cư Aida và Azza nằm trong ranh giới của thành phố.

### Thành cổ
Thành cổ nằm ở trung tâm Bethlehem, gồm 8 khu phố bố trí theo lối ghép khảm, tạo thành khu vực quanh quảng trường Máng thức ăn gia súc. Các khu phố gồm al-Najajreh, al-Farahiyeh, al-Anatreh, al-Tarajmeh, al-Qawawsa và Hreizat của các người Kitô giáo cùng khu phố al-Fawaghreh — khu phố duy nhất của người Hồi giáo. Phần lớn các khu phố Kitô giáo đặt tên theo các thị tộc Ả Rập Ghassanid đã định cư ở đây. Khu phố Al-Qawawsa do các người Kitô giáo gốc Ả Rập nhập cư từ thành phố Tuqu' gần đó lập ra trong thế kỷ thứ 18. Cũng có khu phố nói tiếng Syria cổ ở bên ngoài khu thành cổ mà cư dân gốc từ vùng Midyat ở Kurdistan. Tổng số dân của khu thành cổ khoảng 5.000 người.

## Lịch sử
Bethlehem là nơi sinh của Chúa Giêsu thành Nazareth. Thành phố này có một cộng đồng Kitô hữu thuộc loại lâu đời nhất cư ngụ. Tuy nhiên, trong các năm gần đây cộng đồng này đã giảm bớt do tình trạng di cư, cùng với việc quân Israel chiếm đóng liên tục Bờ Tây, và bức tường ngăn cách thành phố với khu Đông Jerusalem do Israel chiếm đóng đã buộc các Kitô hữu bỏ chạy sang các thành phố Israel lân cận an toàn hơn hoặc ra nước ngoài. Bethlehem cũng là nơi sinh của David và là nơi ông ta đăng quang làm vua Israel.
Thành phố này bị các người Samaritan cướp phá năm 529 sau Công nguyên, trong cuộc nổi loạn của họ, nhưng đã được hoàng đế Justinian I của Đế quốc Byzantine xây dựng lại. Năm 637, thành phố bị vua Hồi giáo 'Umar ibn al-Khattāb chiếm, nhưng các nơi linh thiêng tôn giáo của thành phố được bảo đảm an toàn. Năm 1099, quân Thập tự chinh chiếm lại và củng cố thành phố, đồng thời thay hàng giáo sĩ Chính thống giáo Hy Lạp bằng hàng giáo sĩ Công giáo Rôma. Khi vua Hồi giáo Saladin của Ai Cập và Syria chiếm thành phố, thì hàng giáo sĩ Công giáo Rôma bị trục xuất. Năm 1520, khi các chiến binh Mamluk tới, các tường thành đã bị phá, rồi sau đó được xây dựng lại dưới thời Đế quốc Ottoman cai trị.
Đế quốc Ottoman mất thành phố này vào tay người Anh trong thời thế chiến thứ nhất và năm 1947 khu vực này trở thành khu quốc tế trong Kế hoạch phân chia Palestine của Liên hiệp quốc. Năm 1948, trong cuộc chiến tranh Ả Rập - Israel, Jordan đã chiếm thành phố này, nhưng tới năm 1967 Israel đã chiếm lại trong cuộc Chiến tranh 6 ngày. Ngày nay Israel vẫn giữ quyền kiểm soát sự ra vào Bethlehem, dù hàng ngày vẫn do Chính quyền quốc gia Palestine quản lý từ năm 1995.
Bethlehem hiện nay có đa số dân theo Hồi giáo, nhưng cũng có một cộng đồng Kitô hữu Palestine thuộc loại lớn nhất nước. Vùng thành phố Bethlehem bao gồm cả các thành phố Beit Jala và Beit Sahour, cũng như các trại của người Palestine di cư 'Aida và Azza.
Kinh tế chính của Bethlehem là kỹ nghệ du lịch, nhất là trong mùa lễ Giáng Sinh. Thành phố là trung tâm hành hương của các Kitô hữu, vì có nhà thờ Giáng Sinh. Bethlehem có trên 30 khách sạn và trên 300 xưởng làm và tiệm bán các đồ thủ công lưu niệm, sử dụng nhiều nhân công của thành phố.
Mộ của bà Rachel, một nơi thiêng liêng của người Do Thái, nằm trên lối vào thành phố.

### Thời Cựu Ước
Bethlehem, nằm trên vùng đồi của vương quốc Judah, có thể cũng là Ephrath của Cựu Ước có nghĩa là "phì nhiêu": Có thể đó là sự ám chỉ tới nơi là Beth-Lehem Ephratah. và cũng được biết tới như Beth-Lehem Judah, và "thành phố của David". Thành phố này được nói tới lần đầu trong sách Tanakh và trong Thánh kinh như là nơi bà tổ mẫu Rachel (vợ Jacob) từ trần và được chôn "bên vệ đường" (sách Sáng Thế 48:7). Mộ của bà Rachel, nằm trên lối vào thành phố. Theo Sách của bà Ruth, thung lũng ở phía đông là nơi bà Ruth đã mót lúa ngoài đồng và trở về thành phố cùng với bà Naomi (mẹ chồng).
Bethlehem là nơi sinh của David, vị vua thứ hai của Israel, và là nơi ông ta được tiên tri Samuel xức dầu, phong làm vua. Ba chiến binh của ông ta đã múc nước tại giếng nước của Bethlehem mang tới cho ông ta khi ẩn nấp trong hang Adullam.

### Nơi sinh của chúa Giêsu

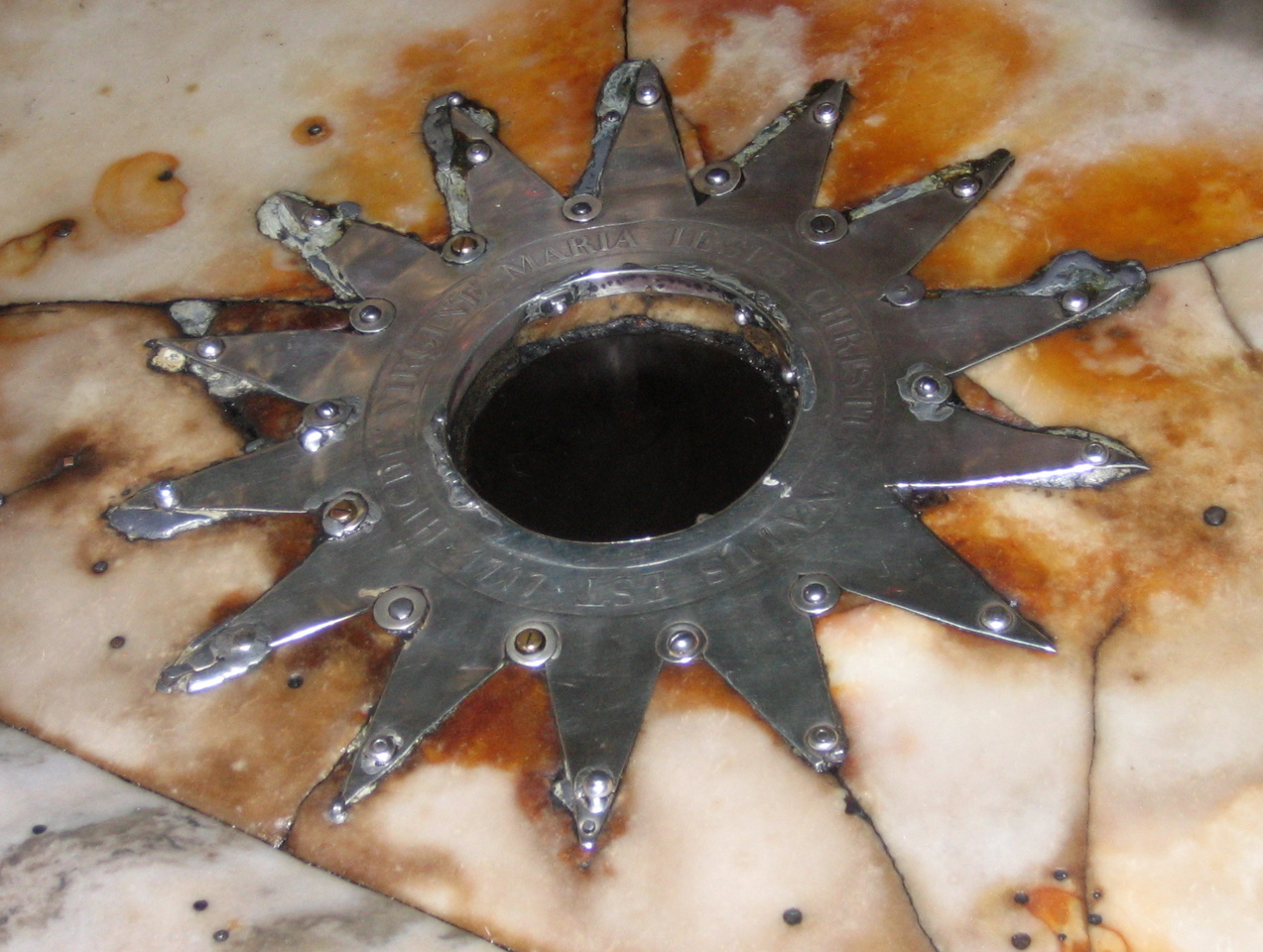
Ngôi sao bằng bạc trong Nhà thờ Giáng Sinh chỉ nơi Chúa Giêsu sinh ra, theo truyền thống Kitô giáo

Hai truyện kể trong Tân Ước mô tả Chúa Giêsu sinh ra tại Bethlehem. Theo Phúc Âm Luca, cha mẹ chúa Giêsu sống tại Nazareth nhưng phải tới Bethlehem theo lệnh điều tra dân số của Quirinius (năm 6 trước Công nguyên) và chúa Giêsu được sinh ra ở đây, trước khi gia đình trở về Nazareth.
Phúc Âm Mátthêu ngụ ý rằng gia đình chúa Giêsu đã sống tại Bethlehem khi sinh chúa Giêsu, sau đó mới dọn về sống tại Nazareth. Matthew kể rằng Herod Đại đế, được nghe nói về một 'vua Do Thái' đã sinh ra tại Bethlehem, liền ra lệnh giết tất cả các trẻ em trong thành phố và các vùng phụ cận từ 2 tuổi trở xuống (để trừ hậu hoạn). Các trẻ em bị thiệt mạng được Kitô giáo gọi là các thánh Anh Hài. Cha nuôi của chúa Giêsu là thánh Giuse được thiên thần báo mộng đã đưa gia đình trốn sang Ai Cập, và chỉ trở về khi Herod đã chết. Nhưng lại được báo mộng khác là không được trở về xứ Judea, nên Giuse đưa gia đình về xứ Galilea, và tới sống tại Nazareth
Theo Sách Micah thì có lời tiên tri về sự sinh ra của một đấng Messiah (đấng Cứu thế) ở Bethlehem. Nhiều học giả hiện nay đặt vấn đề nghi ngờ, không biết có phải chúa Giêsu đã thực sự sinh ra tại Bethlehem hay không và ám chỉ là các phúc âm khác nhau đã bịa ra nơi sinh của chúa Giêsu để làm tròn lời tiên tri (kể trên) và ám chỉ tới sự liên hệ của chúa Giêsu tới dòng dõi vua David. Phúc Âm Máccô và Phúc Âm Gioan không tường thuật và ám chỉ gì về nơi sinh của chúa Giêsu, mà chỉ nói rằng Ngài xuất thân từ Nazareth. Năm 2005 trong một bài báo trên tạp chí Archaeology, nhà khảo cổ Aviram Oshri đã nhấn mạnh tới sự thiếu chứng cứ về việc có người định cư trong khu vực này trong thời Chúa Giêsu sinh ra 
Truyền thống cổ về việc chúa Giêsu sinh tại Bethlehem được nhà biện giải Kitô giáo Justin Martyr chứng thực trong quyển sách Dialogue with Trypho (kh. 155-161) là Thánh Gia đã tới trú ẩn trong một hang động ở bên ngoài thành phố. Origen thành Alexandria, viết khoảng năm 247, đã nhắc đến một hang ở Bethlehem mà dân địa phương tin là nơi Chúa Giêsu sinh ra  Hang này có thể là một nơi mà trước kia thờ thần Tammuz.

### Các thời đế quốc La Mã và Byzantine

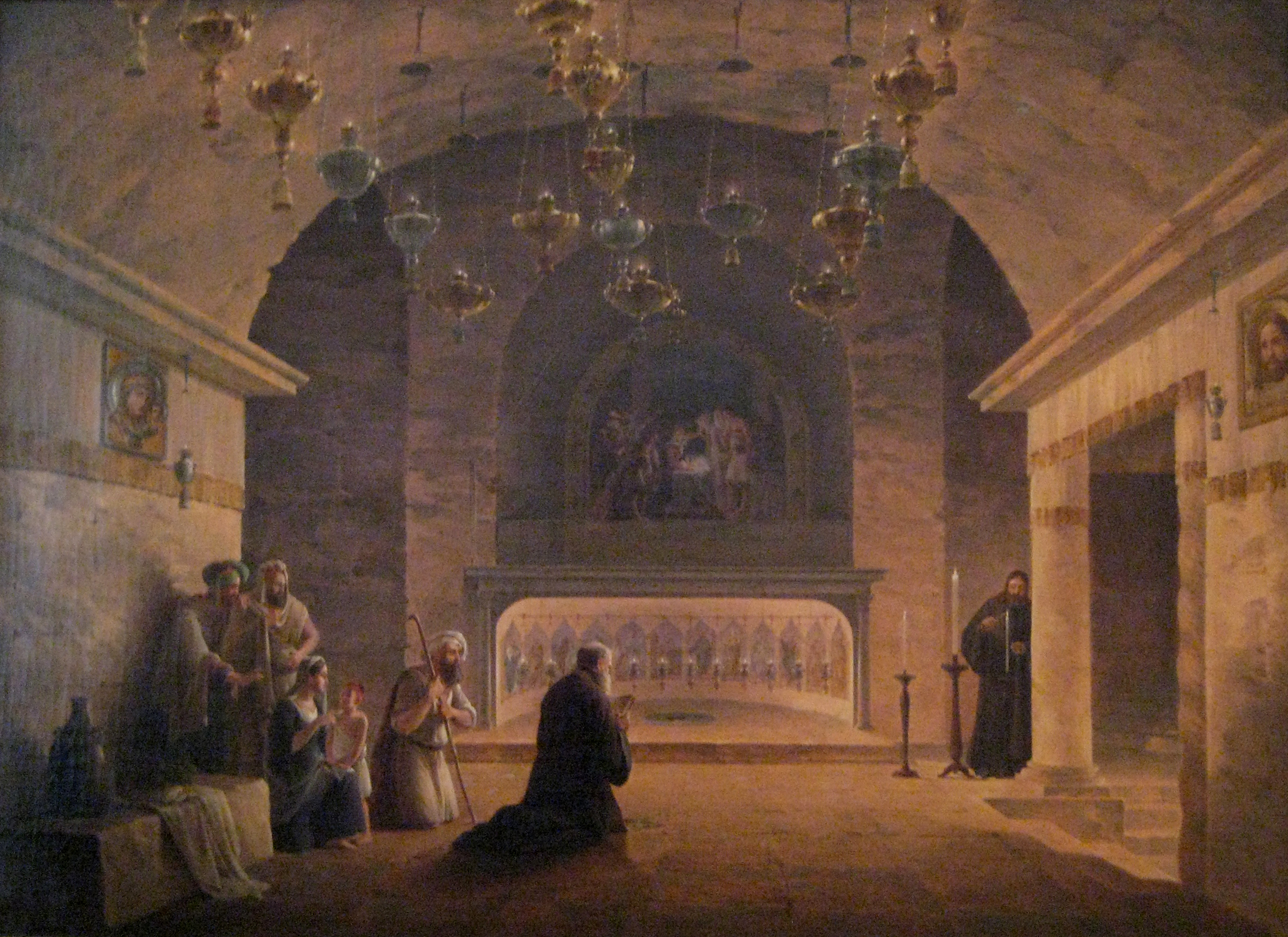
Cảnh nhà thờ Giáng sinh năm 1833, do M.N.Vorobiev vẽ

Giữa năm 132-135 thành phố bị quân Đế quốc La Mã chiếm đóng sau cuộc nổi dậy của Simon Bar Kokhba. Các cư dân Do Thái bị trục xuất khỏi thành phố do lệnh của hoàng đế Publius Aelius Hadrianus. Khi cai trị Bethlehem, các người La Mã đã xây một miếu thờ Adonis trong thần thoại Hy Lạp trên nơi mà nay là nhà thờ Giáng Sinh. Vương cung thánh đường đầu tiên trên khu hang này do thánh thánh Helena, mẹ của hoàng đế Constantine I cho xây dựng năm 326 khi bà tới thăm Bethlehem. Dưới sự giám sát của giám mục Makarios thành Jerusalem, việc xây dựng đã hoàn thành năm 333, mà ngày nay được gọi là vương cung thánh đường Giáng sinh.
Trong cuộc nổi dậy của người Samaritan năm 529, Bethlehem bị cướp phá. Các tường thành và nhà thờ Giáng sinh bị phá hủy, nhưng sau đó được hoàng đế Justinian I cho xây dựng lại ngay. Năm 614, đế chế Sassanid của Ba Tư xâm lấn Palestine và chiếm đóng Bethlehem. Một chuyện kể sau này cho biết, họ đã ngưng việc phá hủy nhà thờ do nhìn thấy hình đạo sĩ Ba Tư trên một tranh khảm.

### Sự thống trị của Hồi giáo và cuộc Thập tự chinh

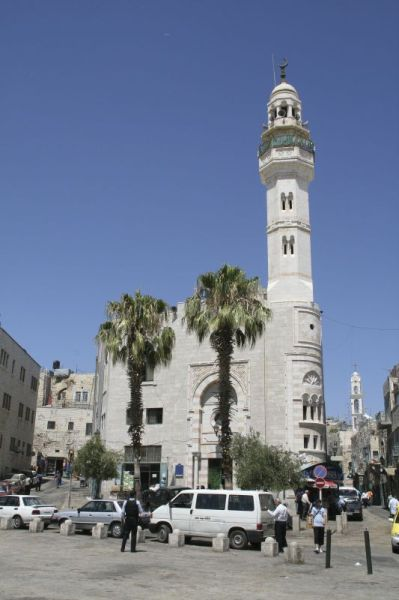
Đền thờ Umar được xây năm 1860 để tưởng nhớ cuộc viếng thăm Bethlehem của kha líp Umar khi bị quân Hồi giáo chiếm đóng. Đây là đền thờ Hồi giáo duy nhất ở Bethlehem

Năm 637, ngay sau khi quân Hồi giáo của đế chế Rashidun của Ba Tư chiếm Jerusalem, 'Umar ibn al-Khattāb, vị kha-líp thứ hai đến thăm Bethlehem và hứa bảo toàn nhà thờ Giáng sinh cho các người Kitô giáo. Một đền thờ Hồi giáo để dâng hiến cho Umar đã được xây dựng tại nơi ông ta cầu nguyện, gần nhà thờ. Năm 1009, dưới thời cai trị của kha-líp Fatimid thứ sáu al-Hakim bi-Amr Allah, nhà thờ Giáng sinh bị ông ta ra lệnh phá hủy. Sau đó người kế vị ông ta là Ali az-Zahir đã cho xây cất lại để hàn gắn mối quan hệ giữa nhà Fatimid với Đế quốc Byzantine.
Năm 1099, Bethlehem bị quân Thập tự chinh thứ nhất chiếm. Họ củng cố thành phố và xây một tu viện mới ở phía bắc của nhà thờ. Hàng giáo sĩ Chính thống giáo Hy Lạp dời đi và thay bằng hàng giáo sĩ Công giáo Rôma. Ngày lễ Giáng Sinh năm 1100 Baldwin I, vua đầu tiên của Vương quốc Jerusalem, đăng quang tại Bethlehem,. Cùng năm này một tòa giám mục Công giáo Rôma được lập trong thành phố.

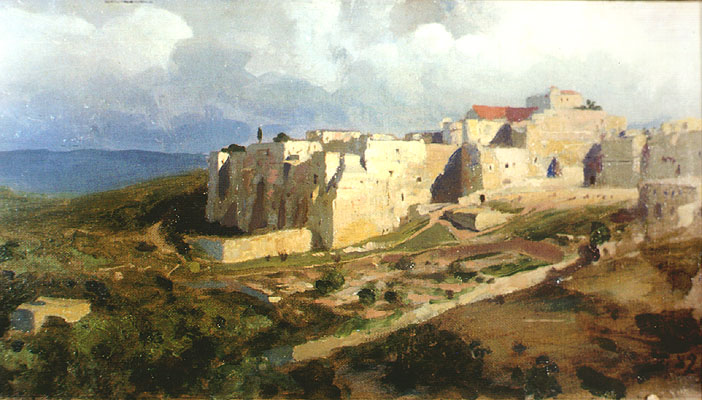
Một tranh vẽ Bethlehem, năm 1882

Năm 1187, Saladin, vua Hồi giáo Ai Cập và Syria lãnh đạo vương triều Muslim Ayyubids, chiếm lại Bethlehem từ tay quân Thập tự chinh. Hàng giáo phẩm Công giáo Rôma buộc phải dời khỏi thành phố và hàng giáo sĩ Chính thống giáo Hy Lạp trở lại. Saladin bằng lòng cho 2 linh mục và 2 phó tế Công giáo Rôma trở lại. Tuy nhiên, Bethlehem bị mất khoản thu nhập từ các khách hành hương châu Âu.
Năm 1229, Bethlehem - cùng với Jerusalem, Nazareth và Sidon - được nhượng ngay cho quân Thập tự chinh Vương quốc Jerusalem bởi một hiệp ước giữa Frederick II của Đế quốc La mã thần thánh và vua Hồi giáo Ayyubid al-Kamil, do cuộc đình chiến 10 năm giữa nhà Ayyubids và quân Thập tự chinh. Hiệp ước hết hạn năm 1239 và Bethlehem lại bị quân Hồi giáo chiếm năm 1244.
Năm 1250, với sự nắm quyền của chiến binh Mamluk dưới quyền Rukn al-Din Baibars, Kitô giáo không được khoan dung; giới giáo sĩ phải dời khỏi thành phố và năm 1263 các tường thành bị phá. Trong thế kỷ sau, các giáo sĩ Công giáo Rôma trở lại Bethlehem cư ngụ trong tu viện giáp nhà thờ Giáng sinh. Các giáo sĩ Chính thống giáo được quyền kiểm soát nhà thờ Giáng sinh và chia quyền kiểm soát hang Milk với các giáo sĩ Công giáo và Chính thống giáo Armenia.

### Thời đế quốc Ottoman và Ai Cập

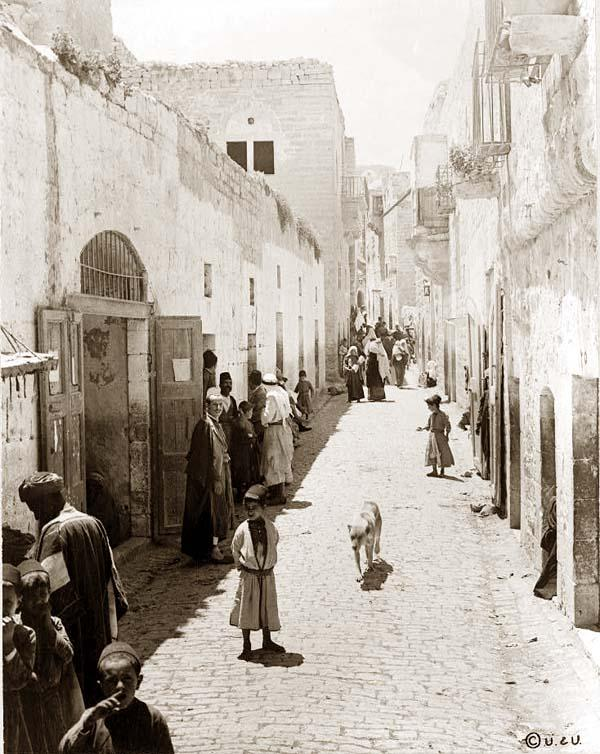
Một phố sầm uất của Bethlehem, 1880

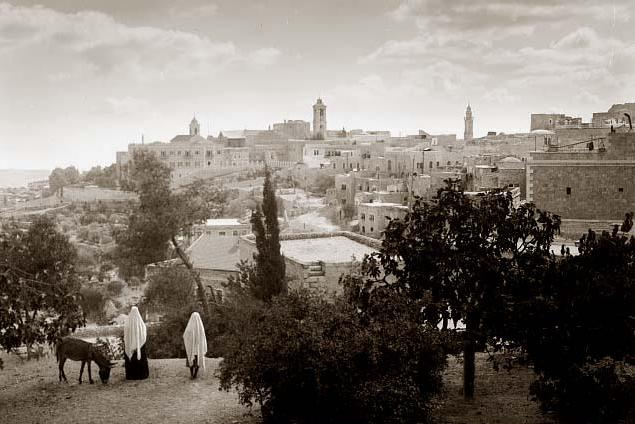
Cảnh Bethlehem, 1898

Từ 1517, dưới thời kiểm soát của Đế quốc Ottoman, việc trông nom nhà thờ Giáng sinh bị tranh cãi giữa Công giáo và Chính thống giáo Hy Lạp. Từ năm 1831 tới 1841, Palestine dưới quyền cai trị của triều đại Muhammad Ali của Ai Cập. Trong thời kỳ này, thành phố bị một trận động đất và khu phố Hồi giáo bị quân đội Ai Cập phá hủy, để trả thù việc giết 1 người trung thành với Ibrahim Pasha của Ai Cập.
Năm 1841, Bethlehem thuộc quyền cai trị của đế quốc Ottoman lần nữa, cho tới khi kết thúc thế chiến thứ nhất. Thời này dân Bethlehem bị thất nghiệp, bị cưỡng bách thi hành nghĩa vụ quân sự và chịu thuế má cao, khiến cho dân di cư hàng loạt, nhất là sang Nam Mỹ 

### Thế kỷ 20
Sau khi thắng cuộc Chiến tranh thế giới thứ nhất, quân Đồng Minh - đặc biệt là Anh và Pháp đã chia các tỉnh của đế quốc Ottoman bị chiếm thành các khu vực ủy trị. Ngày 29.9.1923 Bethlehem và phần lớn lãnh thổ ở Bờ Tây sông Jordan thuộc quyền kiểm soát của sự ủy trị của Anh tại Palestine. Tại Đại hội đồng Liên Hợp Quốc, một Kế hoạch phân chia Palestine đã được chấp thuận năm 1947, Bethlehem thuộc về vùng gọi là international enclave of Jerusalem (vùng quốc tế Jerusalem) do Liên hiệp quốc cai quản
Jordan đã chiếm thành phố này trong cuộc chiến tranh Ả Rập-Israel năm1948. Nhiều dân di cư từ các khu bị quân đội Israel chiếm năm 1947-1948 đã chạy tới vùng Bethlehem, cư ngụ tại các trại di cư chính thức 'Azza (Beit Jibrin) và 'Aida ở phía bắc và Dheisheh ở phía nam. Dòng người di cư lớn lao này đã biến số dân Bethlehem đa số Kitô giáo thành đa số Hồi giáo.
Jordan nắm quyền kiểm soát thành phố này cho tới cuộc chiến tranh 6 ngày năm 1967, thì Bethlehem cùng với khu vực Bờ Tây còn lại bị Israel chiếm. Ngày 21.12.1995 quân Israel rút khỏi Bethlehem, và 3 ngày sau thành phố hoàn toàn thuộc quyền kiểm soát quân sự và hành chính của Chính quyền quốc gia Palestine phù hợp với Thỏa hiệp tạm thời về Bờ Tây và dải Gaza năm 1995.

### Intifada thứ hai

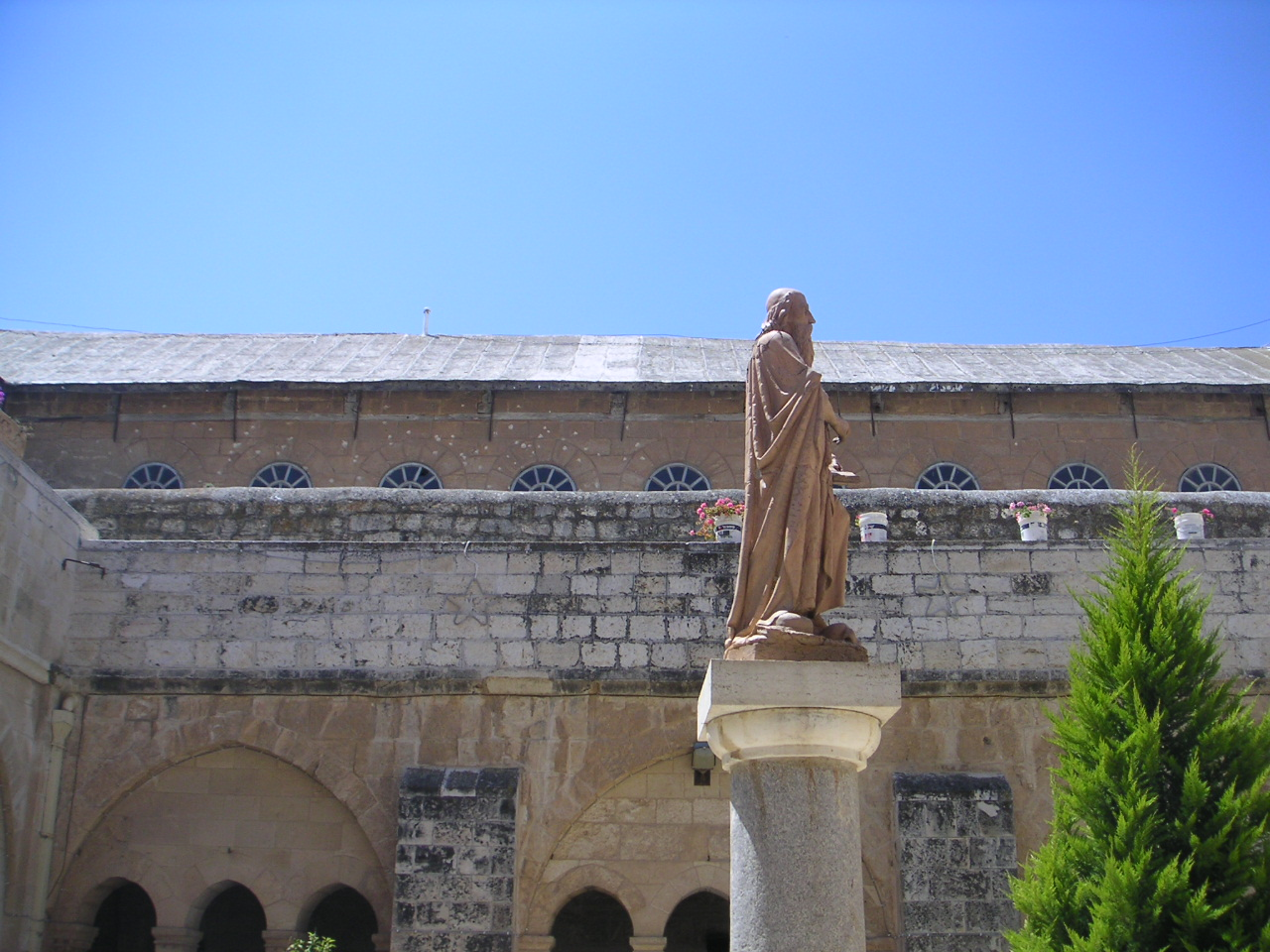
Marks của IDF bullets can be seen in the upper left corner where the siege took place

Trong cuộc Intifada thứ hai (Cuộc nổi dậy thứ hai của người Palestine), bắt đầu năm 2000-01, hạ tầng cơ sở của Bethlehem và kỹ nghệ du lịch bị tàn phá nghiêm trọng. Năm 2002, đây là khu chiến trận của Chiến dịch lá chắn phòng thủ, một cuộc tấn công lớn của Lực lượng phòng thủ Israel (IDF).
Trong chiến dịch này, Lực lượng phòng thủ Israel vây nhà thờ Giáng sinh, nơi khoàng 200 người Palestine, kề cả một nhóm nghĩa quân, tìm cách lẩn trốn trong thành phố, trong quá trình Lực lượng phòng thủ Israel tiến quân. Cuộc bao vây kéo dài 39 ngày, 9 nghĩa quân và người kéo chuông nhà thờ bị giết. Cuộc bao vây kết thúc bằng một thỏa hiệp lưu đày 13 nghĩa quân tới các nước châu Âu khác nhau và tới Mauritanie. Giáo hoàng Gioan Phaolô II đã lên án hành động của Israel, cho rằng hành động này "kỳ quái và không thể dung thứ". Bộ ngoại giao vương quốc Anh cũng cho rằng hành động này "hoàn toàn không thể chấp nhận".

## Phát triển dân số
| Năm              | Dân số |
| ---------------- | ------ |
| 1945             | 8.820  |
| 1961             | 22.450 |
| 1983             | 16.300 |
| 1997             | 21.930 |
| 2004 (Projected) | 28.010 |
| 2005 (Projected) | 29.020 |
| 2006 (Projected) | 29.930 |

Theo ước lượng của PCBS, Bethlehem có số dân 29.930 vào giữa năm 2006. Trong cuộc điều tra dân số năm 1997 của PCBS, thành phố có số dân 21.670, kể cả số 6.570 người di cư Palestine, tính ra là 30.3% số dân của thành phố. Năm 1998, thành phần tôn giáo của thành phố là 23% người Hồi giáo thuộc phái Sunni và 85% Kitô giáo, phần lớn theo Chính thống giáo Hy Lạp và Công giáo Rôma. Năm 2005, tổng số dân Kitô giáo giảm đi khoảng 20%.. Trong thành phố chỉ có một đền thờ Hồi giáo Omar ở Quảng trường Máng ăn gia súc.
Năm 1997, tuổi trung bình của số dân Bethlehem là 27.4% dưới 10 tuổi, 20% từ 10 tới 19 tuổi, 17.3% từ 20 tới 29 tuổi, 17.7% từ 30 tới 44 tuổi, 12.1% từ 45 tới 64 và 5.3% trên tuổi 65. Có 11.079 người nam và 10.594 người nữ.

### Số dân Kitô giáo

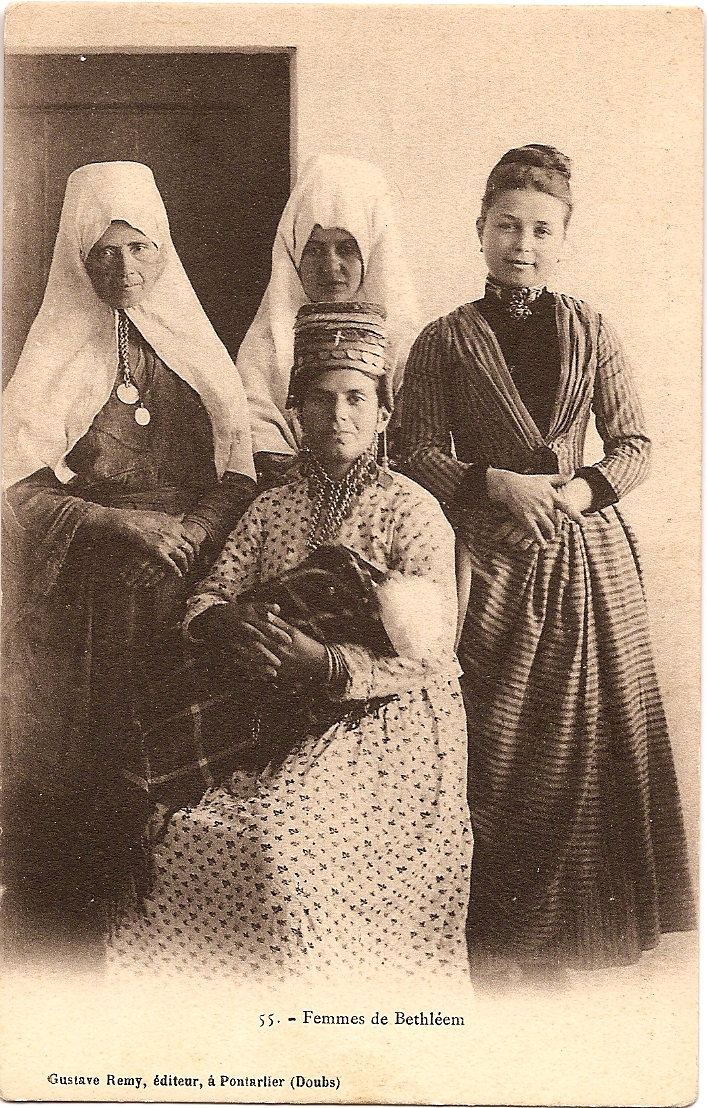
4 phụ nữ Kitô giáo thành Bethlehem, 1911

Phần lớn dân Kitô giáo ở Bethlehem cho rằng tổ tiên của họ là các Kitô hữu gốc Ả Rập xuất xứ từ bán đảo Ả Rập, gồm 2 nhóm dân lớn nhất thành phố: al-Farahiyya và an-Najajreh. Nhóm trước cho rằng họ xuất thân từ người Ghassanid đã di cư từ Yemen tới vùng Wadi Musa, ngày nay là Jordan; còn nhóm an-Najajreh xuất xứ từ người gốc Ả Rập Najran ở phía nam Hejaz. Một thị tộc khác ở Bethlehem - thị tộc al-Anantreh, - cũng có tổ tiên từ bán đảo Ả Rập.
Tỷ lệ người Kitô giáo ở Bethlehem vẫn giảm đều đều, chủ yếu do việc tiếp tục di cư. Tỷ lệ sinh sản của người Kitô giáo cũng giảm so với người Hồi giáo. Năm 1947, người Kitô giáo làm thành 75% số dân, nhưng tới năm 1998 tỷ lệ này cũng chỉ tăng thành 83%. Thị trưởng thành phố Bethlehem hiện nay, Victor Batarseh nói với đài phát thanh Tiếng nói Hoa Kỳ rằng, "việc giảm sút này là do tâm trạng căng thẳng (‘’stress’’) hoặc về thể chất hoặc tâm lý, và do tình trạng kinh tế xấu, nhiều người đã di cư - cả Kitô giáo lẫn Hồi giáo – nhưng người Kitô giáo nhiều hơn, vì họ vốn đã là thiểu số."
Việc nổ ra vụ Intifada thứ hai kéo theo sự sụt giảm về du lịch cũng ảnh hưởng tới thiểu số người Kitô giáo, sống chủ yếu bằng việc kinh doanh khách sạn và dịch vụ du lịch. Một phân tích thống kê cho thấy người Kitô giáo đã dời bỏ thành phố vì kinh tế yếu kém và thiếu các tiện nghi giáo dục, nhất là đối với các người Kitô giáo trung lưu và có học vấn cao. Từ khi có cuộc Intifada thứ hai, 10% dân Kitô giáo đã lìa thành phố.
Cuộc thăm dò ý kiến người Kitô giáo ở Bethlehem năm 2006 của Trung tâm nghiên cứu và Đối thoại văn hóa Palestine cho thấy 90% có bạn bè là người Hồi giáo, 73.3% mong muốn Chính quyền quốc gia Palestine tôn trọng người Kitô giáo trong thành phố, và 78% cho là sự ra đi khỏi Bethlehem của người Kitô giáo hiện nay là do việc hạn chế đi lại trong khu vực của chính quyền Israel.
Thái độ chính thức của chính phủ Hamas là ủng hộ số dân Kitô giáo trong thành phố, dù rằng đôi khi đảng này bị một số cư dân ẩn danh chỉ trích là làm tăng sự hiện diện của người Hồi giáo trong thành phố, chẳng hạn bằng việc kêu gọi họ tới cầu nguyện tại một đền thờ Hồi giáo cũ, lâu nay không được sử dụng, ở bên cạnh khu người Kitô giáo. Theo báo Jerusalem Post, dưới quyền cai trị của đảng Hamas, số dân Kitô giáo phải đối mặt với sự thiếu trật tự an ninh và pháp luật, để mặc cho bọn mafia địa phương thao túng.

## Kinh tế
Việc buôn bán hàng hóa là hoạt động chính ở Bethlehem, nhất là trong mùa lễ Giáng Sinh. Các phố chính của thành phố và các chợ cũ đầy tiệm bán các đồ thủ công, gia vị vùng Trung Đông, đồ kim hoàn và hương thơm của phương đông như baklawa.
Truyền thống nghề thủ công của Palestine có từ ngày lập thành phố. Nhiều tiệm bán các đồ thủ công khắc bằng gỗ cây olive, sản phẩm nổi tiếng của thành phố. Các sản phẩm điêu khắc là các sản phẩm chính mà du khách tới Bethlehem thường mua. Đồ thủ công tôn giáo ở đây cũng gồm các tượng, ảnh, thánh giá khắc bằng gỗ olive và đồ khảm xà cừ. Nghệ thuật làm đồ bằng xà cừ đã được các tu sĩ dòng thánh Phaxicô du nhập từ Damascus vào đây từ thế kỷ thứ 14. Ngoài ra Bethlehem cũng sản xuất các đồ khắc bằng đá, đá hoa, đồ dệt may, đồ nội thất, đồ nhựa dẻo, sơn, cao su nhân tạo, hàng dược phẩm, vật liệu xây dựng, hàng thực phẩm vv...
Bethlehem cũng có công ty sản xuất rượu vang, Cremisan Wine, do các tu sĩ của tu viện Cremisan lập năm 1885, hiện xuất cảng rượu sang nhiều nước. Lượng rượu vang do tu viện sản xuất từ nho ở khu vực al-Khader là khoảng 700.000 lít mỗi năm.

### Du lịch

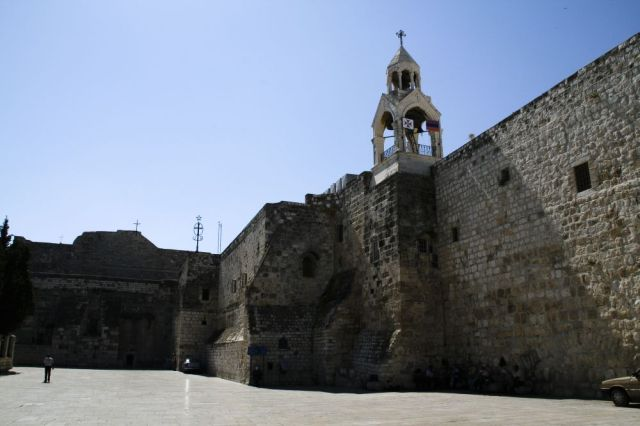
Nhà thờ Giáng Sinh

Du lịch là kỹ nghệ chính ở Bethlehem. Không giống như các địa phương Palestine khác trước năm 2000, đa số dân lao động không làm việc tại Israel. Hơn 25% số dân lao động làm việc trực tiếp hoặc gián tiếp trong ngành kỹ nghệ này. Thu nhập về du lịch của Bethlehem chiếm khoảng 65% kinh tế của thành phố và 11% của toàn Palestine.
Nhà thờ Giáng Sinh là nơi hấp dẫn du khách, nhất là các người Kitô giáo hành hương. Nhà thờ này ở trung tâm thành phố - một phần của Quảng trường Máng ăn gia súc – trên hang đá được gọi là Hầm mộ thánh (Holy Crypt), nơi chúa Giêsu sinh ra. Gần đó là hang Milk, nơi thánh Jerome đã cư ngụ 30 năm để dịch Kinh Thánh từ tiếng Hebrew sang tiếng latin, gọi là bản dịch Vulgate (bản Phổ thông).
Có trên 30 khách sạn ở Bethlehem. Khách sạn Jacir Palace, xây năm 1910 gần nhà thờ, là một trong số khách sạn lâu đời nhất và thành công nhất. Năm 2000 khách sạn này đã phải đóng cửa vì nạn bạo động của cuộc Intifada thứ hai, nhưng năm 2005 đã mở cửa lại.

## Các thành phố kết nghĩa
Bethlehem có các thành phố kết nghĩa sau đây.
| - Australia Marrickville Úc - Austria Steyr Áo - BRA Natal Brasil - BRA Belo Horizonte Brasil - BRA Valinhos Brasil - CZE Třebechovice pod Orebem Cộng hòa Séc - Chile Villa Alemana Chile - Chile Concepción Chile - FRA Chartres Pháp - FRA Paray-le-Monial Pháp - FRA Strasbourg Pháp - GRE Athens Hy Lạp - GER Köln Đức - ITA Assisi Ý - ITA Civitavecchia Ý - ITA Florence Ý - ITA Greccio Ý - ITA Lazio Ý - ITA Milan Ý (từ năm 2000) - ITA Orvieto Ý - ITA Pavia Ý - ITA Pratovecchio Ý - ITA San Miniato Ý | - ITA Sant'Anastasia Ý - ITA Umbria Ý - ITA Verona Ý - MEX Monterrey México - Morocco Rabat Maroc - NED The Hague Hà Lan - NOR Sarpsborg Na Uy - Peru Cusco Peru - POL Częstochowa Ba Lan - POR Lisbon Bồ Đào Nha - RUS Saint Petersburg Nga - South Africa Pretoria Nam Phi - ESP Zaragoza Tây Ban Nha - ESP Córdoba Tây Ban Nha - ESP Leganés Tây Ban Nha - SCO Glasgow Scotland - TUR Yalvac Thổ Nhĩ Kỳ - UAE Abu Dhabi Các Tiểu vương quốc Ả Rập Thống nhất - US Burlington Hoa Kỳ - US Joplin Hoa Kỳ - US Orlando Hoa Kỳ |  |